# Croton capitatus
Croton capitatus es una especie de planta caducifolia perteneciente a la familia de las euforbiáceas.

## Descripción
Es una planta anual con tallo erecto, ramificado, densamente cubierto de marrón claro, pelos lanudos que le dan un aspecto blanquecino. Crece en zonas secas y abiertas, especialmente en los suelos arenosos y rocosos. Se distribuye en todo el sur de Estados Unidos , y en otros lugares. Croton capitatus contiene aceite de crotón, un poderoso laxante.

## En la ficción
Jim Henson en la película Labyrinth (película) (1986), el carácter fue equivocadamente llamado "hogwort" por Sarah Williams (Jennifer Connelly). El personaje le corrigió con enojo.
La autora británica J. K. Rowling no nombró deliberadamente el Colegio Hogwarts de Magia y Hechicería de su serie de libros Harry Potter por hogwort. Fue solo después de que se publicaran los libros, cuando un amigo le recordó que vio la planta en los jardines de Kew muchos años antes de que Rowling especulara que el nombre se había quedado en su subconsciente desde entonces.

## Taxonomía
Croton capitatus fue descrita por André Michaux y publicado en Flora Boreali-Americana 2: 214. 1803.
Etimología
Ver: Croton
capitatus: epíteto latino que significa "con cabeza".
Sinonimia
- Croton subtomentosis Shecut
- Heptallon capitatum (Michx.) Raf.
- Heptallon fruticosum Raf.
- Heptallon graveolens (Michx.) Kuntze
- Pilinophytum capitatum (Michx.) Klotzsch[4]